# Překážkový dostih
Překážkový dostih je závod koní, při kterých jezdec se svým koněm skáče přes překážky. Velká národní, konaná v anglickém Liverpoolu, je nejslavnější překážkový dostih na světě a národní instituce. V prvním dostihu roku 1839 zvítězila Lottery a nejvýkonnějším koněm na překážkách byl v Aintree Red Rum, který vyhrál dostih třikrát v letech 1973, 1974, 1977. Radost z vítězství v dostihu na dobrém koni vyjadřuje nadšené gesto žokeje, zatímco kůň se vztyčenýma ušima a v plné rychlosti (trysk) se zdá jen mírně potěšen.